# Call Me トゥナイト
『Call Me トゥナイト』（コールミー トゥナイト）は、1986年7月28日に発売されたAIC制作のOVA。玉川砂記子の初主演作でもある。

## 登場人物
夏見ルミ
声 - 玉川砂記子
本作の主人公。
杉浦了
声 - 鳥海勝美
おユキ
声 - 神代智恵
マキ
声 - 鵜飼るみ子
早田
声 - 関俊彦

## スタッフ
- 企画・原案 - 鈴木敏充
- 絵コンテ・脚本・演出 - 岡本達也
- キャラクターデザイン・作画監督 - 高橋久美子
- モンスターデザイン・モンスター作監 - わたなべぢゅんいち
- 作監補 - 山崎理、長島正徳
- 原画 - 山崎理、高見明男、竹内昭、古瀬泰英、坂田文彦、戸倉紀元、野田康行、山本天志、大上浩明、長谷川浩司、長谷川直、長島勝
- 動画 - AIC、作画グループどんぐり、スタジオ天、虫プロダクション、ビッグバン、GNC、プロダクションウェイブ、キティフィルム三鷹スタジオ、スタジオ・ウォンバット、スタジオメイツ、ネオメディアプロダクション、土田プロダクション、アダルト・グッズ、稲垣孝子
- 動画検査 - 石野藤子
- 色設定 - 飯塚智久（スタジオ・ファンタジア）
- 色指定・仕上検査 - 安斉弘美
- 仕上 - AIC、イージーワールドプロダクション、スタジオ・ファンタジア、スタジオ雲雀、ティ・ニシムラ、スタジオボギー、スタジオポム、Nコン、NVC
- 特殊効果 - 榊原豊彦
- 美術 - 金村勝義
- 背景 - スタジオ・ジャック、西倉力、中島嘉寿子、畑岡教子、井置敦
- 音響監督 - 山田悦司
- 音響制作 - 81プロデュース、中野徹
- 音響効果 - 金丸孝彦、伊藤道広（E&Mプランニングセンター）
- 調整 - 成清量
- 録音 - 佐藤進
- 録音スタジオ - 整音スタジオ
- 撮影監督 - 清水洋一
- 撮影 - ティ・ニシムラ、岡本英一郎、藤倉直人、津田輝王
- 編集 - 岡安プロモーション、岡安肇、小島俊彦、中場由美子、村井秀明
- 音楽 - 山中紀昌
- 音楽プロデューサー - 早川治久
- 音楽ディレクター - 赫本庸一（リバースター・レコード）
- オリジナル・サウンドトラック - リバースター音産株式会社
- 制作進行 - 西岡千十志
- 制作担当 - 榎本歩光
- プロデューサー - 三浦亨
- アニメーション制作 - AIC
- 制作 - ネットワーク、AIC

## 主題歌
エンディングテーマ「Call Me Tonight」
作詩 - 夏見海 / 作曲・編曲 - 山中紀昌 / 唄 - 夏見エミ
出版
- 『コール・ミー・トゥナイト』徳間ジャパン・フィルムコミック「ギャル・アニメ・シリーズ」、1986年10月